# 牡丹区
牡丹区（ぼたん-く）は中華人民共和国山東省菏沢市に位置する市轄区。市政府所在地で、特産品として曹州牡丹がある。

## 行政区画
- 街道:東城街道、西城街道、南城街道、北城街道、牡丹街道、何楼街道、皇鎮街道、丹陽街道、岳程街道、佃戸屯街道、万福街道
- 鎮:沙土鎮、呉店鎮、王浩屯鎮、黄堽鎮、都司鎮、高荘鎮、小留鎮、李村鎮、安興鎮、大黄集鎮、胡集鎮、呂陵鎮、馬嶺崗鎮